# 好きになってしまいそうだよ
「好きになってしまいそうだよ」（すきになってしまいそうだよ）は、2019年6月26日にユニバーサルミュージックから発売された田原俊彦の70作目のシングル。

## 制作
表題曲の作詞と作曲は、1989年に発表した「ごめんよ 涙」などの楽曲を手がけた作詞家の松井五郎と、作曲家の都志見隆が担当した。田原は「僕の平成の幕開けを飾ってくれた2人が、平成最後の年に『一緒にやろう』と言ってくれた」と語っている。

## 音楽性

### 好きになってしまいそうだよ
田原は「ミディアムテンポのすばらしい曲。去年のクリスマスに初めて聴いて、グッときた。手応えを感じています」と語っている。

### Kissしちゃおう
表題曲同様、松井と都志見が手がけた楽曲で、デビュー当時を想起させる明るいナンバーとなっている。

## リリース
2019年4月21日にユニバーサルミュージックから、デジタル・ダウンロードとして表題曲のみ先行配信され、2019年6月26日に初回盤（CD+DVD）と、通常盤（CD）の2形態で発売された。各形態ごとにはカップリング曲が異なっている。
初回盤のDVDには、表題曲である「好きになってしまいそうだよ」のミュージック・ビデオをはじめ、メイキング映像やインタビューが収録されている。

## 収録曲

### 初回盤
| 全作詞: 松井五郎、全作曲: 都志見隆、全編曲: 大野裕一。 |                                      |          |            |      |
| #                                                      | タイトル                             | 作詞     | 作曲・編曲 | 時間 |
| 1.                                                     | 「好きになってしまいそうだよ」       | 松井五郎 | 都志見隆   | 4:06 |
| 2.                                                     | 「Kissしちゃおう」                   | 松井五郎 | 都志見隆   | 4:15 |
| 3.                                                     | 「好きになってしまいそうだよ」(INST) | 松井五郎 | 都志見隆   | 4:06 |
| 4.                                                     | 「Kissしちゃおう」(INST)             | 松井五郎 | 都志見隆   | 4:12 |
| 合計時間:                                              | 合計時間:                            | 16:39    |            |      |

| #         | タイトル                                               | 作詞  | 作曲・編曲 | 時間  |
| --------- | ------------------------------------------------------ | ----- | ---------- | ----- |
| 1.        | 「好きになってしまいそうだよ」(Music Video)            |       |            | 4:31  |
| 2.        | 「Interview & Making of "好きになってしまいそうだよ"」 |       |            | 15:12 |
| 合計時間: | 合計時間:                                              | 19:43 |            |       |

### 通常盤
| 全編曲: 大野裕一。 |                                      |           |           |       |
| #                  | タイトル                             | 作詞      | 作曲      | 時間  |
| 1.                 | 「好きになってしまいそうだよ」       | 松井五郎  | 都志見隆  | 4:06  |
| 2.                 | 「ラストソングは歌わない」           | 三浦鯉登  | 網倉一也  | 4:32  |
| 3.                 | 「好きになってしまいそうだよ」(INST) |           |           | 4:06  |
| 4.                 | 「ラストソングは歌わない」(INST)     |           |           | 4:30  |
| 合計時間:          | 合計時間:                            | 合計時間: | 合計時間: | 17:14 |